# مارتن هيرون
مارتن هيرون (بالإنجليزية: Martin Heron)‏ هو نحات بريطاني، ولد في القرن العشرين.